# Grendel
För andra betydelser, se Grendel (olika betydelser).

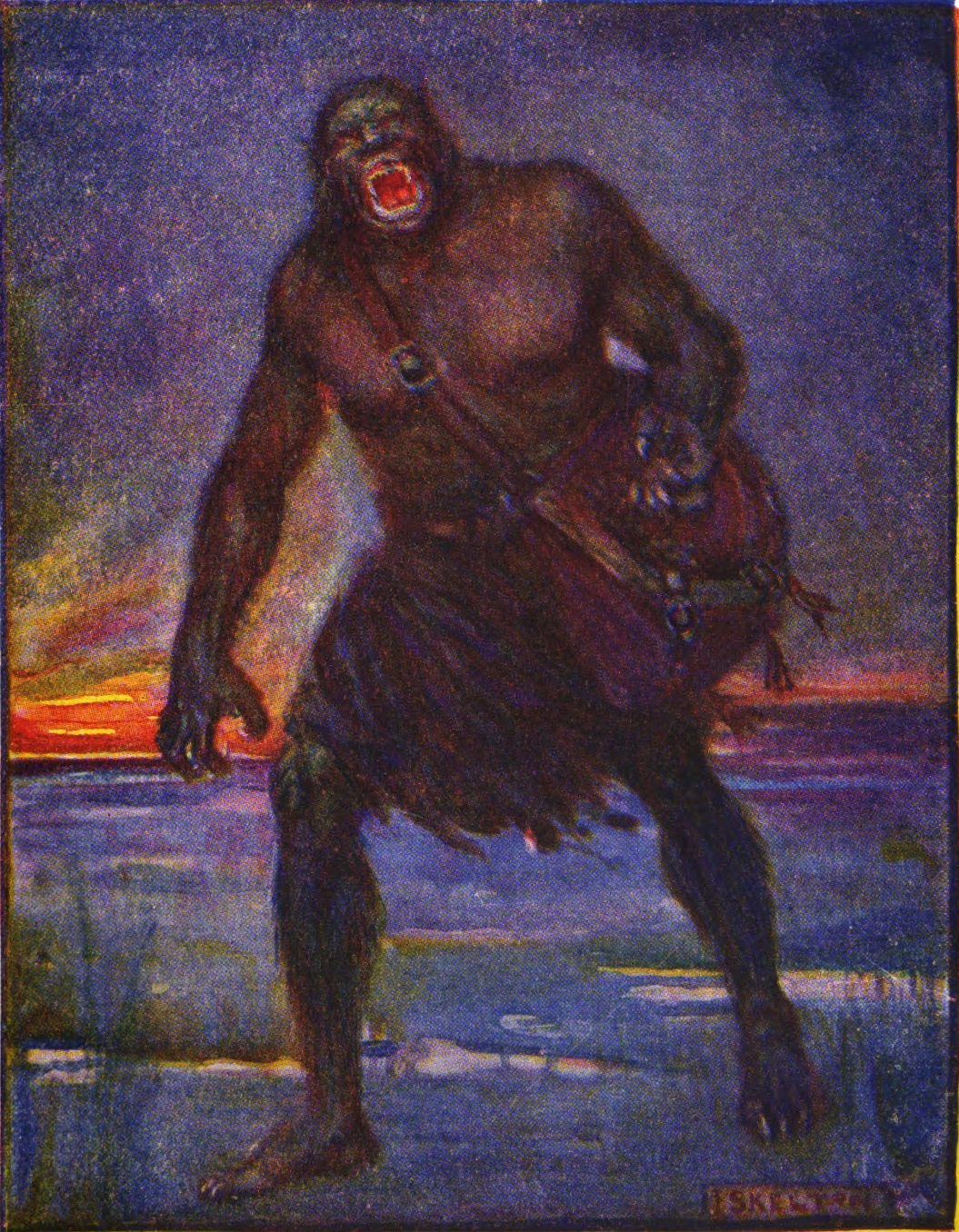
Avbildning av Grendel, skapad av J.R. Skelton.

Grendel är i Beowulfeposet ett monster som besegras av hjälten Beowulf. Eposet om Beowulf och Grendel har filmatiserats flera gånger. I diktverket kallas han både eoten ("Jötunn") och thyrs (turs).
Det har antagits att Grendel ursprungligen syftat på ett vattenväsen liknande näcken, som förekommit i folktron i England och Tysklands östersjökust. Beowulfs skildring av Grendel har dock hämtat sina motiv från den iriska Finn-cykeln. Beowulf beskriver Grendel som en ättling till bibelns Kain.

## Myt
Kung Hrothgar av Danmark byggde en fantastisk mjödhall vid namn Heorot som belöning åt sina tappra krigare. Där höll han storslagna fester, och festandet hördes på långa vägar. Grendel hörde detta glada firande och blev avundsjuk och ville hämnas. Han väntade tills krigarna var berusade och rusade sedan in i hallen och dräpte 30 man. Detta var början på en tolv år lång period av död och elände.
När danskarna gett upp hoppet kom hjälp i form av hjälten Beowulf, en prins från götarnas rike på andra sidan Kattegatt. Hrothgar ställde till med en fest som lockade till sig Grendel. Då Beowulf hade hört att monstret inte använde vapen så bestämde han sig för att själv möta besten obeväpnad. Då Grendel rusade in i hallen kastade Beowulf sig på honom och slet av dennes arm med sina bara händer. Grendel drog sig tillbaka till sitt tillhåll där han dog av blodförlust och chock.
Det finns en teori att Heorot låg där byn Lejre idag ligger, 25 km väster om Köpenhamn.